# Inakadate
Inakadate (田舎館村, Inakadate-mura) est un village du district de Minamitsugaru, dans la préfecture d'Aomori, au Japon. Officiellement fondé à la fin du XIXe siècle, il comprend un site archéologique signalant la présence de l'homme durant la période Yayoi (~400 av. J.-C.- ~250) et l'apparition de la riziculture. Dans les années 2000, le village devient célèbre dans tout le Japon, et même au-delà, grâce à la création et le développement d'une manifestation culturelle originale : le tambo art.

## Géographie

### Situation

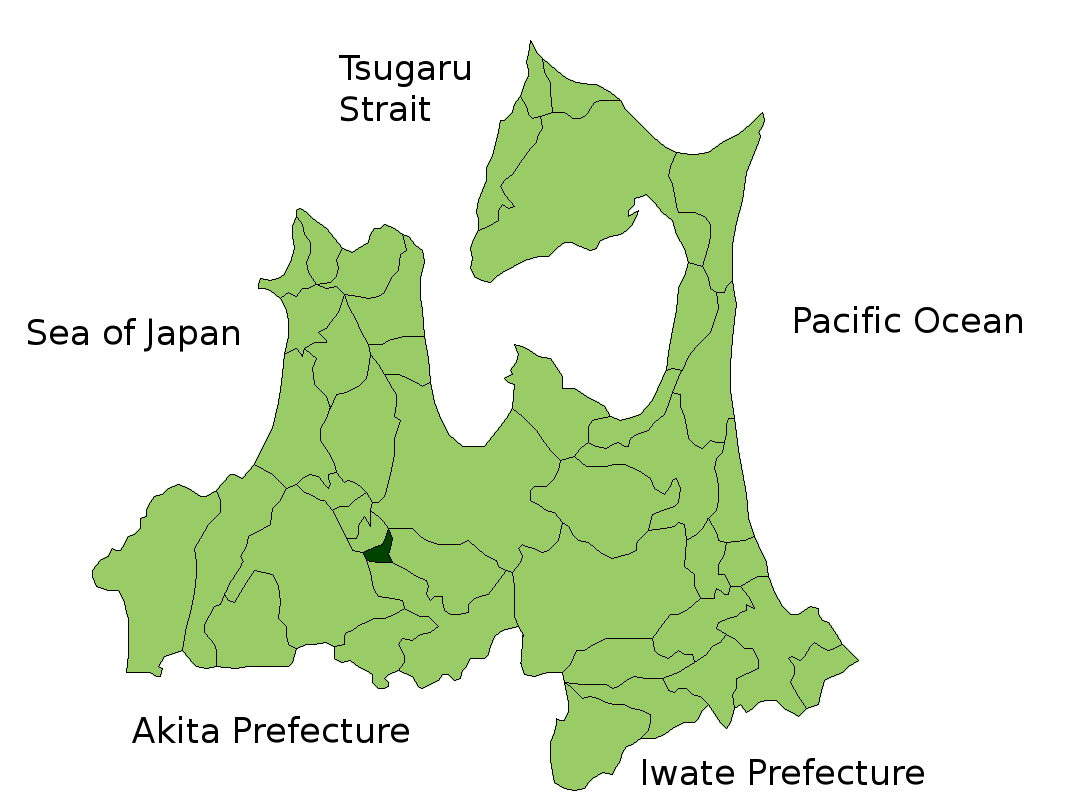
Le village d'Inakadate dans la préfecture d'Aomori.

Le village d'Inakadate se situe sur l'île de Honshū, à environ 555 km, à vol d'oiseau, au nord-est de Tōkyō. Au centre-ouest de la préfecture d'Aomori, dans la partie sud-est de la plaine de Tsugaru (ja), il s'étend sur 22,35 km2, 6,5 km du nord au sud, et 9 km d'est en ouest, entre les villes d'Aomori, chef-lieu de la préfecture, et Hirosaki. Le village est traversé d'est en ouest par la rivière Aseishi, un affluent de la rivière Hira (en) dans le bassin versant du fleuve Iwaki,. À l'ouest se dresse le mont Iwaki et, à l'est, les monts Hakkōda. Le lac Towada se trouve à environ 30 km au sud-est.

### Démographie
À la date du 1er septembre 2017, le village d'Inakadate rassemblait sur son territoire 7 981 habitants dont 4 209 représentantes de la gent féminine (52,74 % de la population).
| Pour des raisons techniques, il est temporairement impossible d'afficher le graphique qui aurait dû être présenté ici. |

La population d'Inakadate ne cesse de décroître depuis 1980, passant de 10 053 à 8 110 en 35 ans, soit une baisse de 19,3 %. De 1980 à 2015, la proportion des plus de 65 ans s'accroît de 11,2 à 31,6 %, tandis que celle des moins de 16 ans chute de 21,7 à 11,2 %. En outre, sur la même période, le taux de natalité diminue de 1,73 à 1,33, illustrant le vieillissement de la population japonaise dans son ensemble (ce taux passe, à l'échelle nationale, de 1,73 à 1,38). Les projections les plus pessimistes annoncent un nombre de villageois inférieur à 5 000 dès 2045, pas avant 2055 pour les plus optimistes.

### Municipalités voisines
Le village d'Inakadate est entouré par les villes de Hirosaki, Kuroishi et Hirakawa, et le bourg de Fujisaki.
| Fujisaki            | Fujisaki  | Fujisaki / Kuroishi |
| Hirosaki            | Inakadate | Kuroishi            |
| Hirosaki / Hirakawa | Hirakawa  | Hirakawa / Kuroishi |

## Histoire

### Préhistoire
De nombreux sites archéologiques situés dans la préfecture d'Aomori montrent que l'homme était présent dès la période Jōmon (~15 000 - 300 av. J.-C.). En 1981, l'établissement d'un chantier pour la construction d'une route près du village d'Inakadate met au jour des traces d'anciennes rizières,. Des fouilles archéologiques révèlent alors que le riz est cultivé dans la région depuis plus de 2 000 ans,. Le site, appelé Tareyanagi, est classé site historique national le 11 avril 2000. Il contient des vestiges de champs de riz de la période Yayoi (~400 av. J.-C.- ~250).

### Époque médiévale
Durant l'époque Nanboku-chō (1336-1392), un chef militaire de haut rang fait construire un château dans le sud de la plaine de Tsugaru. À l'époque Sengoku (milieu du XVe siècle-fin du XVIe siècle), des membres de la famille Sentoku (ja), une branche du clan Nanbu dominant la province de Mutsu, prennent possession du château d'Inakadate.

### Époque moderne
En 1889, en application du nouveau système d'administration des municipalités mis en place par le gouvernement de Meiji, plusieurs villages du sud-est de la plaine de Tsugaru sont regroupés pour former le village d'Inakadate, l'une des 171 municipalités composant la préfecture d'Aomori.
Le 1er avril 1955, le village d'Inakadate fusionne avec le village voisin de Kōdenji. La nouvelle municipalité conserve le nom d'Inakadate,.

## Toponymie
Le toponyme « Inakadate (田舎館) » apparaît dès l'ère Tenbun (1532-1555). En effet, dans un document historique, datant de 1546, et décrivant les regroupements d'habitations du district de Tsugaruinaka (津軽田舎) dans le nord-ouest de la province de Mutsu, un village portant ce nom est mentionné. Cet endroit a d'abord été connu sous le nom de « Inaka (夷中, litt. « pays barbare ») », en raison de sa position centrale dans le territoire des Emishi, population du nord de l'île de Honshū. Une autre théorie affirme cependant que le nom du village traduit le fait que le village est dépositaire d'une longue tradition agricole centrée sur la culture du riz. Le terme « Inaka (田舎) », couramment traduit par « campagne » ou « rural », 
dériverait de « inaka (稲家, litt. « entrepôt à riz ») », mot issu du Yamato kotoba (en), langue japonaise originelle,.

## Patrimoine culturel
Le village d'Inakadate est connu dans tout le Japon pour avoir créé au début des années 1990 le tambo art, ou art des rizières, dont il organise chaque année, d'avril à novembre, une manifestation,.

## Symboles municipaux
La fleur de riz est la fleur symbole d'Inakadate et le févier du Japon son arbre symbole.
Sa bannière est composée du sinogramme japonais : 田 (rizière), au centre, mettant en valeur la culture du riz, activité emblématique du village. Et la forme circulaire extérieure symbolise l'union harmonieuse des villageois.